# Ivalos flygplats
Ivalos flygplats är en flygplats, som ligger åtta (bilväg drygt tio) kilometer sydväst om Ivalo i Enare kommun i Finland.

## Flygbolag och destinationer
| Flygbolag | Destinationer        |
| --------- | -------------------- |
| Finnair   | Helsingfors, Kittilä |

Vintersäsongen 2009–2010 flög Blue1 mellan Ivalo och Helsingfors.

## Olyckor och incidenter
Inga olyckor eller incidenter på flygplatsen finns rapporterade .